# Cầu Ngoại Bạch Độ
Cầu Ngoại Bách Độ (tiếng Trung: 外白渡桥; bính âm: Wàibáidù Qiáo), trong tiếng Anh được gọi là The Garden Bridge, là cây cầu hoàn toàn bằng thép đầu tiên, và mẫu cầu vì kèo lưng lạc đà duy nhất còn tồn tại, ở Trung Quốc. Chiếc cầu nước ngoài thứ tư được xây tại vị trí này từ năm 1856, ở hạ lưu của sông Tô Châu gần ở đoạn đổ ra sông Hoàng Phố gần Bến Thượng Hải ở trung tâm Thượng Hải, nối quận Hoàng Phố và quận Hồng Khẩu, cầu hiện tại được thông xe ngày 20 tháng 1 năm 1908. Với lịch sử của cây cầu và thiết kế độc đáo của nó, cầu Ngoại Bạch Độ là một trong những biểu tượng của Thượng Hải.. Ngày 15 tháng 1 năm 1994, chính quyền Thượng Hải tuyên bố cây cầu này là một trong những công trình kiến trúc di sản và là một trong những công trình nổi bật của Thượng Hải.
Ngày 6 tháng 4 năm 2008, hai nhịp của cầu Ngoại Bạch Độ đã được tách rời nhau, rời khỏi trụ cầu và đã được đưa đến xưởng sửa chữa để đại tu. Việc sửa chữa cầu được thực hiện trong vòng 9 tháng và được đưa trở lại vị trí vào đầu năm 2009.